# Улица Защитников Украины (Новгород-Северский)
Улица Защитников Украины (дом 2022 года — улица Князя Игоря) (укр. Вулиця Захисників України) — улица города Новгород-Северский. Пролегает от площади Князя Чёрного (Ленина) до площади Богдана Хмельницкого. 
Примыкают улицы Свободы, Воздвиженская, Гимназическая, Майстренко.

## История
В 1924 году Глуховская улица была переименована на улица Ленина — российского революционера, советского политического и государственного деятеля Владимира Ильича Ленина.
В 2016 году улица Ленина была переименована на улицу Князя Игоря — в честь князя Новгород-Северского (1180—1198), князя Черниговского (1198—1201) Игоря Святославича.
4 ноября 2022 года улица получила современное название

## Застройка
Улица пролегает в юго-восточном направлении. Парная и непарная стороны улицы заняты усадебной и частично малоэтажной жилой застройкой. В начале — на перекрёстке с Губернской улицей — расположен памятник архитектуры Дом земской управы.
Учреждения:
1. дом № 25 — Новгород-Северская детская музыкальная школа
2. дом № 32А — управление социальной защиты населения, семьи и труда; отделение ведения государственного реестра избирателей
3. дом № 34А — отделение связи «Укрпочта»

Памятники архитектуры:
1. дом № 1/2 — Дом земской управы